# Fußball-Europameisterschaft der Frauen 1997
Die Fußball-Europameisterschaft der Frauen 1997 (englisch: UEFA Women’s Championship) war die siebte Ausspielung der europäischen Kontinentalmeisterschaft im Frauenfußball und fand vom 29. Juni bis zum 7. Juli in Norwegen und Schweden statt. Zum ersten Mal waren zwei Länder gemeinsam Gastgeber. Norwegen war nach 1987 bereits zum zweiten Mal Ausrichter des Turniers. Die acht Teilnehmer traten erstmals zunächst in einer Gruppenphase in zwei Gruppen mit jeweils vier Teams und anschließend im K.-o.-System gegeneinander an.
Titelverteidiger Deutschland gewann das Finale gegen Italien mit 2:0 und wurde zum vierten Mal nach 1989, 1991 und 1995 Europameister.

## Qualifikation
Folgende acht Mannschaften qualifizierten sich schließlich für die Endrunde:
| 4 Gruppensieger                | Italien     | Norwegen | Russland   | Schweden |
| 4 Sieger der Relegationsspiele | Deutschland | Dänemark | Frankreich | Spanien  |

## Spielorte
Die Spiele der Endrunde der Europameisterschaft wurden in drei Stadien in drei verschiedenen norwegischen und in zwei Stadien in zwei schwedischen Städten ausgetragen.
| Oslo |

| Lillestrøm |

| Moss |

| Karlstad |

| Karlskoga |

| Oslo |

| Lillestrøm |

| Moss |

| Karlstad |

| Karlskoga |

## Vorrunde

### Gruppe A
| Pl. | Land       | Sp. | S | U | N | Tore    | Diff. | Punkte |
| --- | ---------- | --- | - | - | - | ------- | ----- | ------ |
| 1.  | Schweden   | 3   | 3 | 0 | 0 | 006:100 | +5    | 09     |
| 2.  | Spanien    | 3   | 1 | 1 | 1 | 002:200 | ±0    | 04     |
| 3.  | Frankreich | 3   | 1 | 1 | 1 | 004:500 | −1    | 04     |
| 4.  | Russland   | 3   | 0 | 0 | 3 | 002:600 | −4    | 0      |

|                                  |   |            |           |
| 29. Juni 1997 in Karlskoga 14:00 |   |            |           |
| Frankreich                       | – | Spanien    | 1:1 (0:1) |
| 29. Juni 1997 in Karlstad 19:00  |   |            |           |
| Schweden                         | – | Russland   | 2:1 (1:0) |
| 2. Juli 1997 in Karlskoga 19:00  |   |            |           |
| Spanien                          | – | Schweden   | 0:1 (0:1) |
| 2. Juli 1997 in Karlstad 19:00   |   |            |           |
| Russland                         | – | Frankreich | 1:3 (0:1) |
| 5. Juli 1997 in Karlstad 16:00   |   |            |           |
| Schweden                         | – | Frankreich | 3:0 (3:0) |
| 5. Juli 1997 in Karlskoga 16:00  |   |            |           |
| Russland                         | – | Spanien    | 0:1 (0:0) |

### Gruppe B
| Pl. | Land        | Sp. | S | U | N | Tore    | Diff. | Punkte |
| --- | ----------- | --- | - | - | - | ------- | ----- | ------ |
| 1.  | Italien     | 3   | 1 | 2 | 0 | 005:300 | +2    | 05     |
| 2.  | Deutschland | 3   | 1 | 2 | 0 | 003:100 | +2    | 05     |
| 3.  | Norwegen    | 3   | 1 | 1 | 1 | 005:200 | +3    | 04     |
| 4.  | Dänemark    | 3   | 0 | 1 | 2 | 002:900 | −7    | 01     |

|                                   |   |             |           |
| 30. Juni 1997 in Moss 14:00       |   |             |           |
| Deutschland                       | – | Italien     | 1:1 (0:0) |
| 30. Juni 1997 in Lillestrøm 20:00 |   |             |           |
| Dänemark                          | – | Norwegen    | 0:5 (0:2) |
| 3. Juli 1997 in Lillestrøm 17:30  |   |             |           |
| Italien                           | – | Dänemark    | 2:2 (1:1) |
| 3. Juli 1997 in Moss 20:00        |   |             |           |
| Norwegen                          | – | Deutschland | 0:0       |
| 6. Juli 1997 in Lillestrøm 14:00  |   |             |           |
| Norwegen                          | – | Italien     | 0:2 (0:1) |
| 6. Juli 1997 in Moss 14:00        |   |             |           |
| Dänemark                          | – | Deutschland | 0:2 (0:0) |

## Finalrunde

### Halbfinale
|                                      |   |             |           |
| 9. Juli 1997 in Karlstad 17:30 Uhr   |   |             |           |
| Schweden                             | – | Deutschland | 0:1 (0:0) |
| 9. Juli 1997 in Lillestrøm 20:30 Uhr |   |             |           |
| Italien                              | – | Spanien     | 2:1 (2:0) |

### Finale
|                                 |   |         |           |
| 12. Juli 1997 in Oslo 16:00 Uhr |   |         |           |
| Deutschland                     | – | Italien | 2:0 (1:0) |

Die deutsche Mannschaft sicherte sich ihren vierten Titel durch Tore von Sandra Minnert (23. Minute) und Birgit Prinz (50. Minute). Das Finale fand vor nur 2221 Zuschauern in Oslo statt und wurde von der Schiedsrichterin Gitte Lyngo-Nielsen aus Dänemark geleitet.

## Schiedsrichterinnen
- Gitte Nielsen
- Christine Frai
- Katriina Elovirta
- Cristina Gozzi
- Regina Belksma-Konink
- Vibeke Karlsen
- Eva Oedlund
- Nicole Petignat